# محافظة ياسوثون
محافظة سورين (بالتايلندية: ยโสธร)‏ و(بالإنجليزية: Yasothon)‏ هي واحدة من محافظات تايلاند الخمس والسبعين تجاور محافظة موكداهان ومحافظة أمنات تشاروين ومحافظة ناخون راتشاسيما ومحافظة سي سا كت ومحافظة روي إت.

## الجغرافيا
الجزء الشمالي من المحافظة يتميز بالسهول والتلال المنخفضة في حين انه الجزء الجنوبي هو سهل نهر تشي معا عدة برك ومستنقعات.

## التاريخ
تم إنشاء المحافظة في يوم 1 مارس 1972 عندما انفصلت عن محافظة وبون راتشاثاني.

## التقسيمات الادارية
تنقسم المحافظة إلى 9 مقاطعات رئيسية و78 بلدية و835 قرية. 
| 1. موانج ياسوثون 2. ساي مون 3. كيت شون 4. كو خوان خام 5. با تاو | 1. مها تشانا تشاي 2. خو وانغ 3. لونغ نوك تا 4. تاي شروم |